# Gemeinwebel
Der Gemeinwebel ist ein alter militärischer Dienstgrad.
Gemeinwebel wurden im 16. und 17. Jahrhundert von den Landsknechten aus ihrer Mitte gewählt und bildeten die Mittler zwischen dem Hauptmann und den Landsknechten. Insbesondere hatten sie dem Hauptmann etwaige Beschwerden der Gemeinen vorzutragen und mussten während der Märsche die Ordnung aufrechterhalten. 
Darüber hinaus waren die Gemeinwebel verantwortlich für die Austeilung von Pulver und Blei an die Hakenschützen und verausgabten die vom Proviantmeister empfangenen Lebensmittel an die Mannschaften.